# Gladiopappus
Gladiopappus é um género botânico pertencente à família Asteraceae.